# Ophioglossum kawamurae
Ophioglossum kawamurae là một loài dương xỉ trong họ Ophioglossaceae. Loài này được Tagawa mô tả khoa học đầu tiên năm 1939.
Danh pháp khoa học của loài này chưa được làm sáng tỏ. 